# Mark Sanford

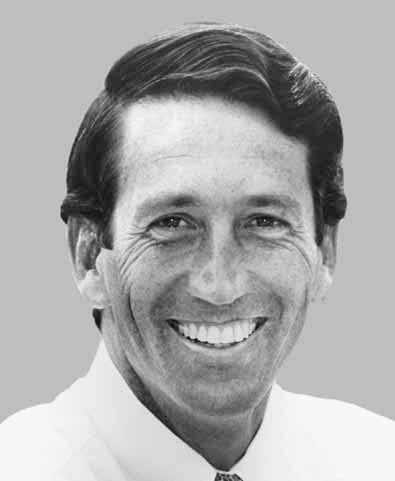
Mark Sanford

Marshall Clement Sanford Jr., mais conhecido como Mark Sanford (Fort Lauderdale, Flórida, 28 de maio de 1960), é um político dos Estados Unidos. Foi governador da Carolina do Sul entre 2003 a 2011. É filiado no Partido Republicano.
Em junho de 2009, depois de ter desaparecido do estado por quase uma semana, Sanford revelou publicamente que tinha tido um caso extraconjugal. Sanford havia levado sua equipe a acreditar que ele estava fazendo uma caminhada na Trilha dos Apalaches, mas na verdade foi visitar sua amante Maria Belén Chapur na Argentina. Enquanto o escândalo ganhou as manchetes nacionais, levou à sua censura pela Assembleia Geral da Carolina do Sul e levou à sua renúncia como presidente da Associação de Governadores Republicanos, Sanford completou seu segundo mandato como governador.